# Kisgyalán
Kisgyalán é um município da Hungria, situado no condado de Somogy. Tem 9,41 km² de área e sua população em 2019 foi estimada em 194 habitantes.